# Chanithus hastata
Chanithus hastata är en insektsart som beskrevs av Kusnezov 1929. Chanithus hastata ingår i släktet Chanithus och familjen Dictyopharidae. Inga underarter finns listade i Catalogue of Life.